# Isaac Hayes
Isaac Hayes (20. srpna 1942 Covington – 10. srpna 2008 Memphis) byl americký zpěvák, hráč na klávesové nástroje, hudební skladatel a herec. Své první album nazvané Presenting Isaac Hayes vydal v roce 1968, následovala jej řada dalších.
V letech 1997 až 2005 daboval postavu Jerome „Chef“ McElroye v animovaném seriálu Městečko South Park. Jako herec se představil například v epizodě Osobní záležitosti sci-fi seriálu Hvězdná brána nebo ve filmech Útěk z New Yorku (1981) a Bláznivý příběh Robina Hooda (1993).
V roce 1971 získal dvě ceny Grammy a Zlatý glóbus za nejlepší hudbu k filmu Detektiv Shaft. V roce 2002 byl uveden do Rock and Roll Hall of Fame. Jeho písně předělala řada umělců, mezi něž patří Karol Duchoň, ZZ Top nebo Rory Gallagher.

## Diskografie
- 1967: Presenting Isaac Hayes
- 1969: Hot buttered soul
- 1970: The Isaac Hayes movement
- 1970: ...To be continued
- 1971: Black Moses
- 1971: Shaft
- 1972: Wattstax
- 1973: Joy
- 1973: Live at the Sahara Tahoe
- 1975: Chocolate chip
- 1986: The best of Isaac Hayes – Volume 1
- 1986: The best of Isaac Hayes – Volume 2
- 1988: Love attack
- 1993: Double feature – three tough guys & Truck Turner
- 1994: Wonderful
- 1995: Branded
- 1995: Raw and refined
- 1996: The best of Isaac Hayes – The polydor years